# Metallyra nitidicollis
Metallyra nitidicollis är en skalbaggsart som först beskrevs av Raffaello Gestro 1895.  Metallyra nitidicollis ingår i släktet Metallyra och familjen långhorningar.
Artens utbredningsområde är:
- Kenya.
- Mali.

Inga underarter finns listade i Catalogue of Life.